# 沙河東路
沙河东路是中国广东省深圳市的一条主干道。位于深圳市南山区，因主要在大沙河东岸而得名。其南至滨海大道，北至龙珠四路。